# Pfalz-Echo
Das Pfalz-Echo ist eine in Rheinland-Pfalz wöchentlich erscheinende Regionalzeitung.
Das Pfalz-Echo hat seinen Sitz in Kandel. Es erscheint wöchentlich im Vertrieb der Pfalz-Echo Verlags- und Vertriebsgesellschaft mbH und wird in einer Auflage von 101.000 Exemplaren an die Haushalte im Erscheinungsgebiet gratis durch eigene Austräger verteilt.
Die Ausgaben umfassen einen Hauptteil („Pfalz-Echo“) sowie vier unterschiedliche Regionalteile („Pfalz-Echo – vor Ort“).
Inhaltliche Schwerpunkte liegen auf allen regionalen Themen der Bereiche Sport, Politik, Kultur, Wirtschaft und Menschen vor Ort.
Interviews mit berühmten und bekannten Persönlichkeiten aus allen Bereichen der Gesellschaft runden das Redaktionskonzept ab.
Einmal im Monat erscheint zudem eine Ausgabe im benachbarten Elsass.
Auch online ist das Pfalz-Echo aktiv. Viele Themen werden auf der eigenen Homepage unter www.pfalz-Echo.de aktuell behandelt. Des Weiteren werden über Instagram und Facebook eigene Social-Media-Kanäle bedient.

## Weblink
- Website Pfalz-Echo